# باتريك كاولي
باتريك كاولي (بالإنجليزية: Patrick Cowley)‏ هو ملحن ومنتج أسطوانات أمريكي، ولد في 19 أكتوبر 1950 في بوفالو في الولايات المتحدة، وتوفي في 12 نوفمبر 1982 في سان فرانسيسكو في الولايات المتحدة.

## وصلات خارجية
- باتريك كاولي على موقع IMDb (الإنجليزية)
- باتريك كاولي على موقع ميوزك برينز (الإنجليزية)
- باتريك كاولي على موقع أول ميوزيك (الإنجليزية)
- باتريك كاولي على موقع ديسكوغز (الإنجليزية)
- باتريك كاولي على موقع قاعدة بيانات الفيلم (الإنجليزية)